# Ritardo a rullini
Il ritardo a rullini è una delle modifiche utilizzate per rendere più efficiente il sistema a massa battente su cui si basa il funzionamento di molte armi da fuoco.
Questo meccanismo non va confuso col sistema a rinculo in cui l'otturatore è assicurato alla canna tramite spine (che assomigliano infatti a dei rullini): nel caso presente i rullini tengono l'otturatore fermo rispetto al castello, nel caso del rinculo lo tengono solidale alla canna, che infatti rincula.

## Principio

Massa battente con ritardo a rullini

Il principio sfrutta il coefficiente d'attrito. L'otturatore è composto da tre pezzi più due rullini.
Fino all'introduzione della cartuccia dentro alla culatta, le cose funzionano come nel sistema base. Nel momento in cui l'otturatore si chiude i rullini escono dalle sedi, spinti dal perno centrale a sua volta azionato dalla molla di recupero, e vanno ad occupare le scanalature semicilindriche nel castello.
Quando il proiettile lascia il bossolo, la pressione nella culatta diventa quasi istantaneamente enorme, per decrescere man mano che esso avanza nella canna.
I rullini non hanno quindi il tempo di rientrare dentro alle sedi nell'otturatore, poiché la forza d'attrito (proporzionale alla pressione dei gas) esercitata dalle pareti delle scanalature glielo impedisce. L'otturatore è così tenuto fermo dai rullini che rimangono 'schiacciati' (dalla pressione dei gas) fra le pareti posteriori delle scanalature sul castello e quelle anteriori delle sedi sull'otturatore.
La forza che rende stabile il sistema otturatore-rullini-castello dipende quindi dal coefficiente d'attrito e dalla forza generata dalla pressione dei gas.
Allorquando quest'ultima decresce fino ad un certo valore, l'attrito non è più sufficiente a tenere i rullini nella loro posizione di 'blocco', che così 'scivolano' di nuovo nelle sedi, lasciando l'otturatore libero di arretrare spinto dai gas ancora presenti nella culatta, naturalmente sufficienti a completare l'arretramento dell'otturatore.
Nel frattempo il proiettile ha già fatto molta strada all'interno della canna (al limite già uscito), ecco che quindi i rullini hanno consentito un 'ritardo' sufficiente all'espansione dei gas di combustione di una cartuccia che nel sistema base non sarebbe stato possibile sparare.
- Un paragone molto esplicativo del funzionamento di questo meccanismo è quello della 'treccia cinese'. Si infilano gli indici delle due mani ciascuno in una estremità di una treccia a forma di tubo. Se si cerca di allontanare repentinamente le mani, l'attrito fa stringere la treccia attorno alle dita e più si tira più l'attrito impedisce alle dita di staccarsi dalla treccia. Se invece si allontanano lentamente le mani, la forza d'attrito (per ragioni di dinamica dei microcontatti pelle-tessuto) non riesce a trattenere le dita, ecco che quindi queste escono dalla treccia.

## Caratteristiche
Indubbiamente questo sistema consente di sparare in piena sicurezza munizioni più potenti, quindi un grande vantaggio rispetto ad altri sistemi meccanici. Le masse in movimento sono inoltre molto ridotte rispetto a un tradizionale sistema a presa di gas, con benefici effetti sulla precisione, e inoltre il ciclo di sparo è rapidissimo, il che consente cadenze di tiro molto elevate. Tuttavia si introduce una complicazione notevole in fase di lavorazione delle parti: l'otturatore non è più monolitico, i rullini e le rispettive sedi esigono alta qualità dei materiali, trattamenti termici specifici e lavorazioni accuratissime, con tolleranze dell'ordine del micron, la molla di richiamo deve essere tarata con estrema precisione ecc, con tutti i relativi costi di produzione. Se negli anni quaranta questo era giustificato dall'assenza (o comunque bassa diffusione) di sistemi più efficienti, al giorno d'oggi questi sistemi (recupero di gas, tipicamente) sono alla portata di qualsiasi costruttore, quindi il ritardo a rullini risulta poco conveniente: per camerare cartucce potenti si usa la presa di gas, o similari; viceversa per le cartucce meno performanti è sufficiente la chiusura labile a semplice massa battente 'prima maniera' (tipo il Beretta M12). 
|  |  |  |
|  |  |  |

## Storia
Elaborato da alcuni progettisti polacchi alla fine degli anni '30, fu attentamente studiato e migliorato dai tedeschi, e usato per la prima volta su vasta scala in Germania durante la Seconda guerra mondiale nella mitragliatrice MG 42, e quindi ripreso negli anni cinquanta, sempre in Germania dalla Heckler & Koch e dalla spagnola CETME. La casa Cecoslovacca CZ produsse l'unica pistola con chiusura a rulli: il modello CZ 52, che utilizzava la potente cartuccia sovietica 7,62 x 25 Tokarev già in uso nei mitra PPŠ-41 e PPS 43. L'arma rimase ordinanza militare per lunghi anni ed è tuttora un apprezzato oggetto da collezionisti.
Oggigiorno, la chiusura a rulli contrapposti è utilizzata sulle armi prodotte dalla società tedesca Heckler & Koch, e su poche altre armi.